# Décio Pereira
Décio Pereira (* 15. April 1940 in São Paulo; † 5. Februar 2003 in Santo André) war ein brasilianischer Geistlicher und römisch-katholischer Bischof von Santo André.

## Leben
Décio Pereira empfing am 22. Januar 1967 die Priesterweihe.
Papst Johannes Paul II. ernannte ihn am 2. April 1979 zum Weihbischof in São Paulo und Titularbischof von Martirano. Der Papst persönlich spendete ihm am 27. Mai desselben Jahres die Bischofsweihe. Mitkonsekratoren waren die Kurienerzbischöfe Eduardo Martínez Somalo, Substitut des Staatssekretariates, und Duraisamy Simon Lourdusamy, Sekretär der Kongregation für die Evangelisierung der Völker. Als Wahlspruch wählte er Ut Vitam Habeant.
Am 21. Mai 1997 wurde er zum Bischof von Santo André ernannt.